# Azuero
Azuero ist eine Halbinsel Panamas und erstreckt sich in den Pazifischen Ozean.
Im Osten begrenzt die Halbinsel den Golf von Panama. Azuero formt verwaltungstechnisch drei panamaische Provinzen. Die Westküste gehört zu Veraguas, der Südosten bildet die Provinz Los Santos und der Nordosten die Provinz Herrera.
Bekannt ist Azuero für traditionelle Feste und Brauchtum. Wirtschaftlich ist die Region geprägt von Tourismus an den Küsten sowie Ackerbau (hauptsächlich Mais und Zuckerrohr) und Viehzucht im Landesinneren.